# Рубиновый лори-отшельник
Рубиновый лори-отшельник (лат. Vini kuhlii, син. Kuhlii kuhlii) — птица отряда попугаеобразных. Видовой эпитет дан в честь немецкого зоолога Генриха Куля (1797—1821).

## Внешний вид
Длина тела 20 см, хвоста 6,5 см. Верхняя сторона тела имеет зелёную окраску, кроющие перья хвоста и надхвостье жёлто-зелёные. Брюшко, середина надхвостья и голень фиолетово-чёрного цвета. Окраска хохла на голове в задней части фиолетово-синяя, в передней — зелёная. Низ шеи, грудь и щёки красные. Клюв оранжевый. Радужка коричневая.

## Распространение
Обитает на острове Риматара (Французская Полинезия) и островах Тераина, Табуаэран и острове Рождества (Кирибати).

## Угрозы и охрана
Находится под угрозой исчезновения из-за потери естественной среды обитания и разорения гнёзд крысами.